# KK Astoria Bydgoszcz
O Klub Koszykarski Astoria Bydgoszcz é um clube profissional de basquetebol sediado na cidade de Bydgoszcz, Cujávia-Pomerânia, Polônia que atualmente disputa a I Liga (Polônia). Foi fundado em 1924 e manda seus jogos na Arena Sisu que possui capacidade de 1.470 espectadores.

## Temporada por Temporada
| Temporada | Competição Doméstica | Competição Doméstica | Competição Doméstica | Competição Doméstica | Competição Doméstica | Competição Doméstica | Copas na Polônia | Copas na Polônia | Competições Europeias | Competições Europeias |
| Temporada | Nível                | Liga                 | Pos.                 | TR                   | PL.                  | Pós Temporada        | Copa             | Supercopa        | Liga                  | Resultado             |
| --------- | -------------------- | -------------------- | -------------------- | -------------------- | -------------------- | -------------------- | ---------------- | ---------------- | --------------------- | --------------------- |
| 2016-17   | 2                    | I Liga               | 16                   | 7-23                 |                      |                      |                  |                  |                       |                       |
| 2017-18   | 2                    | I Liga               | 10                   | 15-17                |                      |                      |                  |                  |                       |                       |
| 2018-19   | 2                    | I Liga               | 2                    | 21-9                 | 9-2                  | PromovidoCampeão     |                  |                  |                       |                       |
| 2019-20   | 1                    | PLK                  | 11                   | 10-11                |                      |                      |                  |                  |                       |                       |
| 2020-21   | 1                    | PLK                  | 11                   | 12-18                |                      |                      |                  |                  |                       |                       |
| 2021-22   | 1                    | PLK                  | 9                    | 15-15                |                      |                      |                  |                  |                       |                       |
| 2022-23   | 1                    | PLK                  | 16                   | 8-22                 |                      | Rebaixado            |                  |                  |                       |                       |
| 2023-24   | 2                    | I Liga               | 4º                   | 23-11                | 7-7                  | Finalista            |                  |                  |                       |                       |
| 2024-25   | 2                    | I Liga               | 2º                   | 25-9                 | 8-5                  | Finalista            |                  |                  |                       |                       |

fonte:eurobasket.com

## Títulos
Segunda divisão da Liga Polonesa
- Campeão (3):1988–89, 2002–03, 2018–19